# 케니 로저스
케니 로저스(Kenny Rogers, 1938년 8월 21일 ~ 2020년 3월 20일)는 미국의 싱어송라이터, 배우, 사진가, 기업가이다. 케니 로저스는 총 70여개의 히트 싱글을 냈으며, 총 420주 동안 이 히트 싱글들을 1위에 올렸다. 그의 히트앨범인 《도박사》(The Gambler)와 《케니》(Kenny)는 어바웃닷컴에서 '가장 영향력 있는 컨트리 뮤직 앨범 200선'에 올랐다. 그는 100회 이상의 수상기록을 보유하고 있기도 하다. 2006년에 발매한 앨범 《물과 다리》(Water & Bridges)는 빌보드 컨트리 차트에서 5위에 올랐고, 빌보드 200에서도 상위권에 진입했다.
1991년에는 플로리다주 코럴스프링스에서 치킨 전문 레스토랑인 케니 로저스 로스터스를 설립했다. 2020년 3월 20일, 자택에서 호스피스 케어(hospice care)를 받다가 사망했다.